# Lifting pośladków

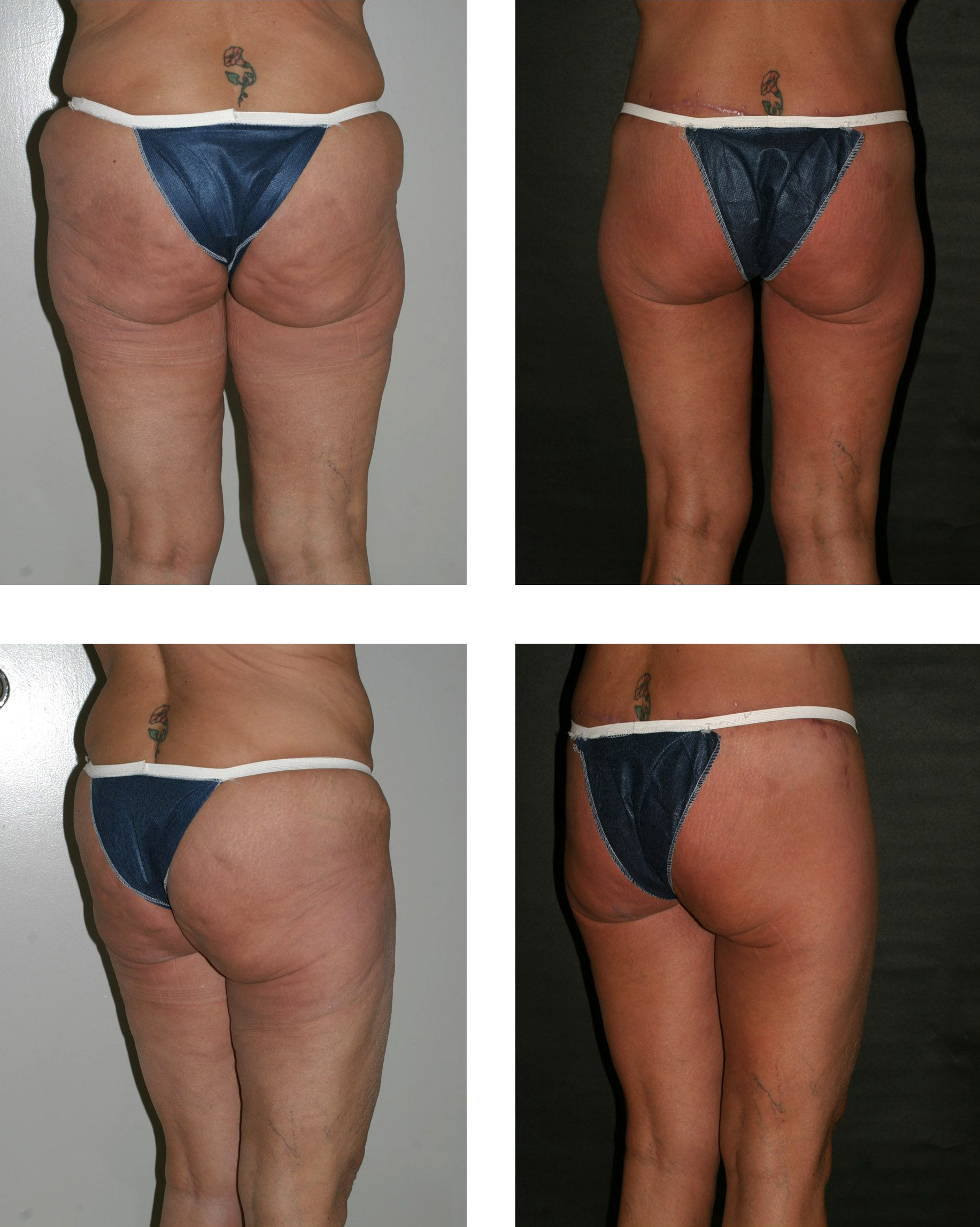
Gluteoplastyka - lifting pośladków

Lifting pośladków (gluteoplastyka) – zabieg z zakresu chirurgii plastycznej polegający na usunięciu nadmiaru skóry oraz tkanki tłuszczowej z pośladków. Bardzo często zabieg ten łączony jest z liftingiem dolnych partii ciała, przykładowo ud. Zabieg wykonywany jest ze względów estetycznych, najczęściej po znacznej utracie wagi ciała, gdy skóra na pośladkach straciła swoją elastyczność i jest zwiotczała.

## Kwalifikacja do zabiegu
Na zabieg zgłaszają się przede wszystkim kobiety, których skóra na pośladkach stała się obwisła, czy to w wyniku starzenia się, czy przykładowo po przebytej ciąży lub w wyniku znacznej utraty wagi. Zabieg liftingu pośladków przynosi najlepsze efekty u kobiet, które mają unormowaną wagę ciała i u których dodatkowo warstwa tłuszczu na pośladkach jest stosunkowo cienka. Bezwzględnym warunkiem jaki należy spełnić aby zostać pozytywnie zakwalifikowanym na zabieg jest odpowiedni stan zdrowia. Jednymi z głównych przeciwwskazań do zabiegu są choroby przewlekłe takiej jak: cukrzyca bądź choroby układu krążenia.

## Bezpieczeństwo i powikłania
Gluteoplastyka jest zaliczana do zabiegów umiarkowanie bezpiecznych. Spotykane powikłania to: uszkodzenie tkanek, rozejścia się brzegów ran, zmiany czucia na operowanym obszarze, krwawienia, infekcje, blizny oraz krwiaki.
Zalety zabiegu to: 
- długotrwałe efekty
- poprawa sylwetki
- gładkie i jędrne pośladki

Wady:
- długi okres rekonwalescencji po zabiegu
- ryzyko zmniejszenia pośladków w wyniku zabiegu
- wrażliwość efektów zabiegu na wahania wagi w przyszłości

## Przygotowania do zabiegu
Do zabiegu gluteoplastyki należy się odpowiednio przygotować, co pomoże uniknąć ewentualnych powikłań i uzyskać lepszy, trwalszy efekt zabiegu. Już na mniej więcej 6 tygodni przed zabiegiem zaleca się zaprzestania palenia tytoniu oraz przyjmowania leków rozrzedzających krew takich jak aspiryna lub jej pochodne. Przed zabiegiem konieczne jest wykonanie podstawowych badań laboratoryjnych, za pomocą których lekarz wykluczy obecność chorób mogących negatywnie odbić się na zabiegu. Już na etapie planowania zabiegu należy zapewnić sobie osobę do opieki przez kilka pierwszych dni po zabiegu. W celu usprawnienia okresu rekonwalescencji i zapobiegnięciu powstawaniu obrzęków lekarz może zalecić noszenie specjalnej bielizny uciskowej, w którą należy się zaopatrzyć przed zabiegiem.

## Przebieg operacji
Zabieg wykonywany jest w znieczuleniu ogólnym, po jego podaniu lekarz wykonuje odpowiednie nacięcia. Są to nacięcie w górnej części pośladków, bioder oraz pachwinie, za pomocą tych nacięć redukowany jest nadmiar skóry. W celu wygładzenia ich powierzchni wykonuje się liposukcję. Następnie chirurg zakłada szwy na powstałe rany oraz umieszcza dreny w celu odprowadzenia nadmiaru płynów i krwi na zewnątrz.

## Rekonwalescencja
Przez okres co najmniej dwóch tygodni powinno się unikać forsowania i angażowana w prace domowe. Jest to kluczowy okres, decydujący o przyszłych rezultatach zabiegu. Na okres co najmniej 6 tygodni zaleca się przerwę w ćwiczeniach fizycznych. Zalecaną pozycją do snu jest spanie na brzuchu tak aby odciążyć operowane pośladki. Całkowity powrót do formy może trwać nawet kilka miesięcy. Należy pamiętać, że niezdrowy tryb życia może zaburzyć trwałość efektów gluteoplastyki. Warunkiem trwałych efektów jest utrzymanie stabilnej wagi ciała.

## Alternatywne zabiegi
Zabieg gluteoplastyki nie jest jedynym sposobem na poprawę wyglądu pośladków. Wśród innych procedur z zakresu chirurgii plastycznej i medycyny estetycznej można wyróżnić:
- Nici liftingujące PDO – procedura ta polega na wszczepieniu w skórę specjalnych rozpuszczalnych nici, pobudzających fibroblasty do produkcji kolagenu i elastyny.
- Thermage – zabieg wykorzystujący monopolarne fale radiowe (RF), które ogrzewają skórę zwiększając ich napięcie i elastyczność.
- Focus RF+ - to zabieg, w którym wykorzystując fale radiowe i wytwarzane ciepła, wywołuje się obkurczenie i pogrubienie włókien kolagenowych.
- Elektrostymulacja punktowa – stymulacja pracy mięśni pośladkowych przy pomocy prądów, prowadzi do ujędrnienia i poprawy kondycji skóry. W celu uzyskania zadowalających rezultatów zaleca się nawet do kilkunastu tego rodzaju zabiegów.